# 삼성 갤럭시 뮤직
삼성 갤럭시 뮤직은 삼성전자가 2012년 10월 9일 인도나 유럽 등의 시장에 출시한 보급형 스마트폰이다. 전면의 스테레오 스피커와 기존의 갤럭시와는 다른 디자인이 특징이다.

## 운영 체제 / 소프트웨어

### 안드로이드 4.0 아이스크림 샌드위치
삼성 갤럭시 뮤직은 안드로이드 4.0 아이스크림 샌드위치를 탑재하여 출시되었다.

### 안드로이드 4.1.2 젤리빈
2013년 5월 3일, 싱글심 버전 갤럭시 뮤직에 안드로이드 4.1.2 젤리빈이 배포되었다. 4.0 ICS와 크게 달라진 점은 없으나 보급형에 업그레이드를 하지 않는 삼성전자가 10만원 대의 기종에 업그레이드를 배포하는 것에 의의가 있다.

## 색상
- 블랙
- 화이트
- 블루
- 옐로우

## 같이 보기
- 삼성 갤럭시 에이스 2
- 삼성 갤럭시 미니 2
- 삼성 갤럭시 포켓